# Стефан VI
У джерелах до 1960-х років цього папу іноді називають Стефан VII, у той час як Стефана V іноді називають Стефан VI. Див. Стефан II (обраний папа) для детальніших пояснень.
Стефан VI (VII) (лат. Stephanus; ? — серпень 897, Рим, Папська держава) — сто тринадцятий папа Римський (22 травня 896—серпень 897), римлянин. Його обрання оплачувалось представниками знатного римського роду Сполето.

## Понтифікат
Відомий в історії тим, що організував у 897 році суд над трупом папи Формоза, так званий "Трупний синод". Рештки Формоза були викопані, одягнуті в папський одяг та посаджені на трон. Покійного папу звинуватили в апостасії та засудили. Всі його дії було визнано незаконними, всі призначення — недійсними. Трупу Формоза відрубали три пальці правої руки, якими він творив хресне знамення. Одяг папи було пошматовано, а тлінні рештки кинуто у Тибр, де їх пізніше виловив один монах. Лише папа Сергій III виправдав Формоза та підтвердив дію його рішень. Тіло Формоза було поховано у Базиліці св. Петра.
Дії Стефана викликали загальний гнів, його було ув'язнено й задушено.